# Tytuvėnai
Tytuvėnai est une ville de Lituanie ayant une population de 1 805 habitants en 2022. Elle est connue pour son monastère.

## Géographie
Tytuvėnai est située à 37 km au sud de Šiauliai, 15 km à l’est de Kelmė et 8 km au nord de Šiluva.
Le parc régional de Tytuvėnai se situe à l’est de la ville.

## Histoire
En août 1941, plusieurs exécutions de masse des membres de la communauté juive de la ville se déroulent dans la forêt de Tytuvėnai. Dans le cadre de la Shoah par balles, environ 200 Juifs seront assassinés.